# Battlestar Galactica: The Second Coming
Battlestar Galactica: The Second Coming is een science-fiction actiefilm uit 1999. Het was oorspronkelijk bedoeld als pilot voor een nieuwe Battlestar Galactica-serie, die zou beginnen waar de serie uit 1978 gestopt was.

## Verhaal
Het verhaal begint met een beeld van het heelal, en de stem van Apollo (Richard Hatch). Hij vertelt dat de nieuwe generatie voorbereid moet worden op een "second coming" van de Cylons. Er is een burgeroorlog uitgebroken bij de Cylons. Er is namelijk een nieuwe, moordlustigere versie van de Cylons ontwikkeld. Er wordt geïnsinueerd door Baltar (John Colicos) dat Starbuck (Dirk Benedict) gestorven is, en dit is waarschijnlijk ook correct aangezien het personage niet verschijnt in de film. Desondanks gelooft Apollo dit niet, en wordt er door een Viperpiloot gezegd "Starbuck, here we come." wanneer ze een groep geüpgrade Cylon Raiders aanvallen. Starbuck heeft wel een dochter, Cienna (Ali Willingham).

## Rolverdeling
- Richard Hatch als Apollo
- John Colicos als Baltar
- Terry Carter als Tigh
- Jack Stauffer als Bojay
- George Murdock als Salik
- Richard Lynch als Iblis
- Szilvia Naray als Athena
- Mickelean McCormick als Troy
- Phil Brown als Council Elder
- Ali Willingham als Cienna
- Lorne Greene als Adama (hologram)
- Nicholas Walker als Talamon
- Jere Jon als Temel
- Don Hughes als Tristin
- Athena Demos als Kir'oss
- Frank Ruotolo als Atilla
- Allen Woodman als Crios
- Jane Leigh Connelly als verpleegster
- Allan Hagan als Cylon
- Eric Melson als Cylon
- Kevin R. Grazier als Cylon
- James Logan als Set
- John C. Brandstetter als zichzelf
- Damien Metz als officier
- Kathy Pillsbury als officier
- David G. Foster als bemanningslid
- Andre Ware als Viperpiloot
- Andy Wolf als Viperpiloot